# Fnac Darty
Fnac Darty (före 2013 Kesa Electricals) är en brittisk elektronikfirma som grundes 2003 i London, där de idag har ett av sina huvudkontor (det andra finns i Paris). Kesa äger flera hemelektronikskedjor i Europa, bland annat Comet. Dessa kedjor hade 2007 totalt 650 varuhus i tolv länder. Kesa hade samma år totalt 29 581 anställda och omsättningen uppgick till knappt 5 miljarder brittiska pund.

## Marknader
Kesa Electricals är baserat i London och äger flera europeiska återförsäljare, inklusive Comet i Storbritannien, och Darty i Frankrike. Den har också sourcingkontor med säte i Paris och Hongkong, samt en helägt grossist av elektriska tillbehör, Dacem, som levererar till hela Kesas europeiska verksamhet.  

## Struktur
- Comet: Handel och E-handel i UK. De äger 251 butiker med 268 500 kvadratmeter säljutrymme
- Darty Frankrike: Handel i Frankrike. De äger 214 butiker med 282 700 kvadratmeter säljutrymme
- Darty Italien: Handel i Italien. De äger 13 butiker med 19 750 kvadratmeter säljutrymme
- Darty Turkiet: Handel i Turkiet. De äger 6 butiker med 8 200 kvadratmeter säljutrymme
- Darty Schweiz: avyttrades den 6 juli 2009
- BCC: Detaljhandel och E-handel i Nederländerna. De äger 50 butiker med 64 900 kvadratmeter säljutrymme
- Vanden Borre: Handel i Belgien. De äger 57 butiker med 60 800 kvadratmeter säljutrymme
- Datart: Retail i Tjeckien / Slovakien. De äger 32 butiker med 33 400 kvadratmeter säljutrymme
- Menaje Del Hogar: Handel i Spanien och Portugal. De äger 67 butiker med 79 500 kvadratmeter säljutrymme